# Шестаков, Сергей Викторович
Сергей Викторович Шестаков (род. 21.12.1969 года в пос. Петрецово Пермской области РСФСР) — глава Пролетарского района города Тулы и начальником главного управления по Пролетарскому территориальному округу единого муниципального образования город Тула.

## Биография
В 1991 г. окончил Пермское высшее военное командное училище МВД СССР, в 2000 г. — Общевойсковую академию Вооруженных Сил РФ им. Фрунзе.
Служил в управлении Московского округа внутренних войск МВД РФ.
С 2013 года работает в администрации Тулы.
Назначен на должность главы Пролетарского района г. Тулы в марте 2014 года; до этого почти год был и.о.
12 января 2015 был назначен начальником главного управления по ПТО.